# アニメーション映画
- アニメーション > アニメーション映画
- 映画 > アニメーション映画

アニメーション映画（アニメーションえいが、英: Animated movie）は、映画館で公開する映画として製作されるアニメーション（アニメ）映像作品。略称としてアニメ映画、そのほか映画館を劇場と呼ぶ慣習から劇場用アニメーション・劇場版アニメーション・劇場版アニメ等も表記や名称として使用される。

## 概要
テレビアニメが登場するまでは、アニメーションといえば映画館で上映されるアニメーション映画を指した。
日本では学校教育において上映される映画は教育映画とされ、1960年代から1970年代、旧文部省選定、文部大臣賞などを受賞するアニメーション映画も多数存在した。その他、海外の万国博覧会や大使館などで日本の文化を紹介するためにもアニメーション映画が製作された。1970年代まではアニメーションという呼称はまだ一般的ではなく、漫画映画（テレビアニメはテレビ漫画）と呼称されていた。
テレビアニメ作品の映画化の場合は、テレビシリーズと区別するために作品のタイトルに「劇場版」または「映画」と付くことが多く、1本で完成された作品にする必要から映画用のオリジナルストーリーで完結する作品が多い。「アニメ映画」が実写映画や特撮映画などと対比させた言葉なのに対し、「劇場用アニメ」はテレビアニメやビデオ販売用のアニメ (OVA) などと対比させた言葉である。
映画館での公開終了後、地方自治体や公共団体に無償で貸し出され、星空映画会などと呼ばれるイベントで無料公開されることもある。

## 世界のアニメーション映画
世界最初の純粋なアニメーション映画は、フランスの画家エミール・コールの製作した、『ファンタスマゴリー』（1908年、原題: Fantasmagorie）だと考えられている。コールはアメリカのブラックトン（後述）の用いていたコマ撮り実写映画の技法に着目し、そこから実写部分を排した完全なアニメーション作品を創作した。『ファンタスマゴリー』の動画は白い紙に黒インクで描かれ、ネガフィルムのまま黒地に白い線のアニメーション映画として上映された。世界初の長編アニメーション映画は、アメリカのウォルト・ディズニーによって制作された『白雪姫』（1937年）とされる。
テレビ普及以前は、ニュース映画とともに短編アニメが一般映画（本編）の前座として上映された。多くの短編劇場アニメはこの時代に製作されたものである。1937年にディズニーが初のカラー長編アニメ『白雪姫』を製作するまで、ストーリーを楽しむというより絵が動くことを楽しむアトラクション的な短編アニメが普通であった。
1940年、世界初のステレオ音声を取り入れたアニメーション映画『ファンタジア』が公開される。ただし日本での公開は1955年である。
アジアでは、1941年に中国において万籟鳴と万古蟾の監督で公開された『西遊記 鉄扇公主の巻』がアジア初の長編アニメーション映画とされる。1942年に戦時下の日本に輸出され、当時16歳の手塚治虫に影響を与えると共に、海軍省に長編アニメーション映画『桃太郎 海の神兵』（1945年）を制作させる動機となった。
アメリカでは、テレビ時代になってからも劇場短編アニメがテレビで繰り返し放送されている。日本でも、1960年代からテレビアニメが量産されるまで、『トムとジェリー』『ポパイ』『スーパーマン』『ベティ・ブープ』などの劇場短編アニメがテレビで何度も再放送されていた。

### アメリカ合衆国
20世紀初頭のアメリカ合衆国では、ジェームズ・スチュアート・ブラックトンが、アニメーション映画の先駆的作品とも言える、黒板に描かれたチョークの絵を用いた『愉快な百面相』（1906年、原題: Humorous Phases of Funny Faces）や、幽霊屋敷の怪奇現象をトリックにより再現した『幽霊ホテル』（1907年、原題: The Haunted Hotel）などのコマ撮り実写映画を撮影していた。
アニメーションの父ウィンザー・マッケイはブラックトンに触発され、寄席でのヴォードヴィル公演に使用する目的で、『リトル・ニモ』（1911年、原題: Little Nemo）などの短編アニメーション映画を製作した。これらの作品は映画館でも上映され、アニメーションの商業的利用に対する先鞭を付けた（しかしながら、マッケイ自身は商業アニメーションに対しては否定的であった）。また、マッケイの『恐竜ガーティ』（1914年、原題: Gertie the Dinosaur）に登場するガーティは、世界最初の個性を備えたアニメーションキャラクターとして評価されている。1919年には、アニメーションの娯楽としての一般化を推進させた「フィリックス・ザ・キャット・シリーズ」の制作が始まった。ガーティを彷彿とさせたキャラクターの性格付けや、ストーリー展開が人気を博し、カートゥーン・アニメーションというジャンルを確立させ、後のミッキーマウスをはじめとする黄金期のアニメーションに大きな影響を与えた。
前述のように、テレビが大衆化する以前にはニュース映画の前座として短篇アニメが大量に作られた。これらの短編から、世界中で広く知れ渡っているディズニーのミッキーマウスやドナルドダック、メトロ・ゴールドウィン・メイヤーのトムとジェリー、フライシャー・スタジオのベティ・ブープ、ユニバーサル・ピクチャーズのウッディー・ウッドペッカー、チリー・ウィリーワーナー・ブラザースのバッグス・バニー、ダフィー・ダックなどの人気キャラクターが生まれた。

映画史上に残る偉業を数多く成し遂げた『白雪姫』（1937年）は世界初のカラー長編アニメーション映画となった（カラーではなく白黒のアニメーションだがアルゼンチンでは1931年にキリーノ・クリスティアーニにより長編アニメーション『ペルードポリス』が公開されている）。
ウォルト・ディズニー以外にアメリカにおけるアニメーションに大きな影響を与えた人物にテックス・アヴェリー（本名フレデリック・ビーン・アヴェリー）がいる。テックス・アヴェリー派というトレンドを作り上げ、エキセントリックなキャラクター、動きを得意とした。創作した代表的なキャラクターにドルーピーなどがあり、ジム・キャリー主演の映画『マスク』など後のアメリカ映画、アメリカン・コミックスに大きな影響を与えた。
1980年代からはコンピュータグラフィックスによるアニメ製作が模索され始めた。コンピュータグラフィックスによるアニメーションはトロン(1982)やジュラシック・パーク(1993)など実写映画ではすでに使用され始めていた。ピクサー社のトイ・ストーリー（1995年）を皮切りに、3次元コンピュータグラフィックスによる劇場用アニメーションが数多く制作され始め、手描きアニメーションは激減した。
『アナと雪の女王』（2013年）は、世界の興行収入が12億ドルを記録するなど、世界歴代興行収入で第5位を記録した。同作品は日本の興行収入でも200億円を越えており、日本で公開されたアニメーション映画としては『千と千尋の神隠し』（2001年）に次ぐ第2位（公開当時）の興行収入を記録している。

### ロシア
ソ連時代に長編アニメ映画で「せむしの仔馬」などが製作されている。ソ連ではスターリンの指示によりディズニーのようなアニメを作ることが求められていた。スターリンの死後、ロマン・カチャーノフが児童向け物語であるチェブラーシカをアニメーション化するなど、ロシアアニメ界に貢献し高い評価を得ている。脚本家にはマリーナ・ヴィシネヴェツカヤなどがいる。

### チェコ
チェコは、伝統的に人形劇が盛んであり、経済的理由からセルを使うことが困難であった。従って人形アニメーションが盛んである。代表的な作家にイジー・トルンカ（1912年-1969年）などがいる。トルンカの代表作は『真夏の夜の夢』（1959年）、『手』（1965年）などがあり、とくに『手』は1968年のソ連介入を予見させるものだとして高い評価を受けている。

### 中華民国
中華民国では1941年に、アジア初の長編アニメーション映画『鐡扇公主』が、万籟鳴と万古蟾兄弟により制作された。

### 全世界の歴代アニメーション映画の興行成績
アメリカ合衆国のメジャー映画会社が配給する作品が世界市場でも大きな地位を占めており、下記の表に掲載する興行収入世界上位作品は全て米国メジャーによるものである。またアニメーション制作スタジオの体制についても、2006年のディズニーによるピクサー買収、2007年に20世紀フォックスのアニメプロデューサーがイルミネーションを設立してユニバーサルへ移籍、2016年のユニバーサルによるドリームワークス・アニメーション買収といった変遷をたどった結果、2016年時点での興行収入上位作品の制作スタジオはディズニーとユニバーサルの2系列による寡占状態に収れんされた。
下記の表でも、ディズニー傘下（ウォルト・ディズニー・アニメーション・スタジオとピクサー・アニメーション・スタジオの2スタジオ）とユニバーサル傘下（イルミネーション・エンターテインメントとドリームワークス・アニメーションの2スタジオ）の制作スタジオに、フォックス傘下の制作スタジオ（ブルースカイ・スタジオと20世紀フォックス・アニメーションの2スタジオ）を加えた3系列の作品でほぼ占められていることが分かる。
| 作品名                                                                                    | 配給会社             | 制作会社                                       | 公開年 | 興行収入 (億ドル） |
| ----------------------------------------------------------------------------------------- | -------------------- | ---------------------------------------------- | ------ | ------------------ |
| アナと雪の女王2 Frozen II                                                                 | ウォルト・ディズニー | ウォルト・ディズニー・アニメーション・スタジオ | 2019年 | 14.500             |
| アナと雪の女王 Frozen                                                                     | ウォルト・ディズニー | ウォルト・ディズニー・アニメーション・スタジオ | 2013年 | 12.765             |
| インクレディブル・ファミリー Incredibles 2                                                | ウォルト・ディズニー | ピクサー・アニメーション・スタジオ             | 2018年 | 12.428             |
| ミニオンズ Minions                                                                        | ユニバーサル         | イルミネーション・エンターテインメント         | 2015年 | 11.594             |
| トイ・ストーリー4 Toy Story 4                                                             | ウォルト・ディズニー | ピクサー・アニメーション・スタジオ             | 2019年 | 10.739             |
| トイ・ストーリー3 Toy Story 3                                                             | ウォルト・ディズニー | ピクサー・アニメーション・スタジオ             | 2010年 | 10.670             |
| 怪盗グルーのミニオン大脱走 Despicable Me 3                                                | ユニバーサル         | イルミネーション                               | 2017年 | 10.348             |
| ファインディング・ドリー Finding Dory                                                     | ウォルト・ディズニー | ピクサー・アニメーション・スタジオ             | 2016年 | 10.282             |
| ズートピア Zootopia                                                                       | ウォルト・ディズニー | ウォルト・ディズニー・アニメーション・スタジオ | 2016年 | 10.238             |
| 怪盗グルーのミニオン危機一発 Despicable Me 2                                              | ユニバーサル         | イルミネーション・エンターテインメント         | 2013年 | 9.708              |
| ライオン・キング The Lion King                                                            | ウォルト・ディズニー | ウォルト・ディズニー・アニメーション・スタジオ | 1994年 | 9.685              |
| ファインディング・ニモ Finding Nemo                                                       | ウォルト・ディズニー | ピクサー・アニメーション・スタジオ             | 2003年 | 9.403              |
| シュレック2 Shrek 2                                                                       | ドリームワークス     | ドリームワークス・アニメーション               | 2004年 | 9.198              |
| アイス・エイジ3/ティラノのおとしもの Ice Age: Dawn of the Dinosaurs                       | 20世紀フォックス     | ブルースカイ・スタジオ                         | 2009年 | 8.867              |
| アイス・エイジ4/パイレーツ大冒険 Ice Age: Continental Drift                               | 20世紀フォックス     | ブルースカイ・スタジオ                         | 2012年 | 8.772              |
| ペット The Secret Life of Pets                                                            | ユニバーサル         | イルミネーション・エンターテインメント         | 2016年 | 8.755              |
| インサイド・ヘッド Inside Out                                                             | ウォルト・ディズニー | ピクサー・アニメーション・スタジオ             | 2015年 | 8.576              |
| リメンバー・ミー Coco                                                                     | ウォルト・ディズニー | ピクサー・アニメーション・スタジオ             | 2017年 | 8.078              |
| シュレック3 Shrek the Third                                                               | パラマウント         | ドリームワークス・アニメーション               | 2007年 | 7.990              |
| シュレック フォーエバー Shrek Forever After                                               | パラマウント         | ドリームワークス・アニメーション               | 2010年 | 7.526              |
| マダガスカル3 Madagascar 3: Europe's Most Wanted                                          | パラマウント         | ドリームワークス・アニメーション               | 2012年 | 7.469              |
| モンスターズ・ユニバーシティ Monsters University                                          | ウォルト・ディズニー | ピクサー・アニメーション・スタジオ             | 2013年 | 7.442              |
| カールじいさんの空飛ぶ家 Up                                                               | ウォルト・ディズニー | ピクサー・アニメーション・スタジオ             | 2009年 | 7.351              |
| カンフー・パンダ2 Kung Fu Panda 2                                                         | パラマウント         | ドリームワークス・アニメーション               | 2011年 | 6.657              |
| アイス・エイジ2 Ice Age: The Meltdown                                                     | 20世紀フォックス     | ブルースカイ・スタジオ                         | 2006年 | 6.609              |
| ベイマックス Big Hero 6                                                                   | ウォルト・ディズニー | ウォルト・ディズニー・アニメーション・スタジオ | 2014年 | 6.578              |
| モアナと伝説の海 Moana                                                                    | ウォルト・ディズニー | ウォルト・ディズニー・アニメーション・スタジオ | 2016年 | 6.426              |
| Mr.インクレディブル The Incredibles                                                       | ウォルト・ディズニー | ピクサー・アニメーション・スタジオ             | 2004年 | 6.330              |
| SING/シング Sing                                                                          | ユニバーサル         | イルミネーション・エンターテインメント         | 2016年 | 6.324              |
| カンフー・パンダ Kung Fu Panda                                                            | パラマウント         | ドリームワークス・アニメーション               | 2008年 | 6.317              |
| ヒックとドラゴン2 How to Train Your Dragon 2                                              | 20世紀フォックス     | ドリームワークス・アニメーション               | 2014年 | 6.215              |
| レミーのおいしいレストラン Ratatouille                                                    | ウォルト・ディズニー | ピクサー・アニメーション・スタジオ             | 2007年 | 6.207              |
| マダガスカル2 Madagascar: Escape 2 Africa                                                 | パラマウント         | ドリームワークス・アニメーション               | 2008年 | 6.039              |
| 塔の上のラプンツェル Tangled                                                              | ウォルト・ディズニー | ウォルト・ディズニー・アニメーション・スタジオ | 2010年 | 5.918              |
| クルードさんちのはじめての冒険 The Croods                                                 | 20世紀フォックス     | ドリームワークス・アニメーション               | 2013年 | 5.872              |
| モンスターズ・インク Monsters, Inc.                                                       | ウォルト・ディズニー | ピクサー・アニメーション・スタジオ             | 2001年 | 5.774              |
| カーズ2 Cars 2                                                                            | ウォルト・ディズニー | ピクサー・アニメーション・スタジオ             | 2011年 | 5.621              |
| 長ぐつをはいたネコ Puss in Boots                                                          | パラマウント         | ドリームワークス・アニメーション               | 2011年 | 5.550              |
| 怪盗グルーの月泥棒 3D Despicable Me                                                       | ユニバーサル         | イルミネーション・エンターテインメント         | 2010年 | 5.431              |
| メリダとおそろしの森 Brave                                                                | ウォルト・ディズニー | ピクサー・アニメーション・スタジオ             | 2012年 | 5.404              |
| ウォーリー WALL-E                                                                         | ウォルト・ディズニー | ピクサー・アニメーション・スタジオ             | 2008年 | 5.333              |
| マダガスカル Madagascar                                                                   | ドリームワークス     | ドリームワークス・アニメーション               | 2005年 | 5.327              |
| シュガー・ラッシュ:オンライン Ralph Breaks the Internet                                   | ウォルト・ディズニー | ウォルト・ディズニー・アニメーション・スタジオ | 2018年 | 5.293              |
| モンスター・ホテル クルーズ船の恋は危険がいっぱい?! Hotel Transylvania 3: Summer Vacation | ソニー・ピクチャーズ | ソニー・ピクチャーズ アニメーション            | 2018年 | 5.285              |
| ボス・ベイビー The Boss Baby                                                              | 20世紀フォックス     | ドリームワークス・アニメーション               | 2017年 | 5.280              |
| ザ・シンプソンズ MOVIE The Simpsons Movie                                                 | 20世紀フォックス     | 20世紀フォックス・アニメーション               | 2007年 | 5.271              |
| カンフー・パンダ3 Kung Fu Panda 3                                                         | 20世紀フォックス     | ドリームワークス・アニメーション               | 2016年 | 5.212              |
| ヒックとドラゴン 聖地への冒険 How to Train Your Dragon: The Hidden World                  | ユニバーサル         | ドリームワークス・アニメーション               | 2019年 | 5.198              |
| グリンチ The Grinch                                                                       | ユニバーサル         | イルミネーション                               | 2018年 | 5.115              |
| アラジン Aladdin                                                                          | ウォルト・ディズニー | ウォルト・ディズニー・アニメーション・スタジオ | 1992年 | 5.041              |
| ブルー2 トロピカル・アドベンチャー Rio 2                                                  | 20世紀フォックス     | ブルースカイ・スタジオ                         | 2014年 | 5.001              |
| トイ・ストーリー2 Toy Story 2                                                             | ウォルト・ディズニー | ピクサー・アニメーション・スタジオ             | 1999年 | 4.974              |
| ヒックとドラゴン How to Train Your Dragon                                                 | パラマウント         | ドリームワークス・アニメーション               | 2010年 | 4.949              |
| ブルー 初めての空へ Rio                                                                   | 20世紀フォックス     | ブルースカイ・スタジオ                         | 2011年 | 4.846              |
| シュレック Shrek                                                                          | ドリームワークス     | ドリームワークス・アニメーション               | 2001年 | 4.844              |
| モンスター・ホテル2 Hotel Transylvania 2                                                  | ソニー・ピクチャーズ | ソニー・ピクチャーズ アニメーション            | 2015年 | 4.732              |
| シュガー・ラッシュ Wreck-It Ralph                                                         | ウォルト・ディズニー | ウォルト・ディズニー・アニメーション・スタジオ | 2012年 | 4.712              |
| LEGO ムービー The LEGO Movie                                                              | ワーナー・ブラザース | アニマル・ロジック                             | 2014年 | 4.692              |
| カーズ Cars                                                                               | ウォルト・ディズニー | ピクサー・アニメーション・スタジオ             | 2006年 | 4.622              |
| ターザン Tarzan                                                                           | ウォルト・ディズニー | ウォルト・ディズニー・アニメーション・スタジオ | 1999年 | 4.482              |
| ペット2 The Secret Life of Pets 2                                                         | ユニバーサル         | イルミネーション                               | 2019年 | 4.300              |
| 美女と野獣 Beauty and the Beast                                                           | ウォルト・ディズニー | ウォルト・ディズニー・アニメーション・スタジオ | 1991年 | 4.250              |
| SING/シング: ネクストステージ Sing 2                                                      | ユニバーサル         | イルミネーション                               | 2021年 | 4.088              |
| アイス・エイジ5/止めろ! 惑星大衝突 Ice Age: Collision Course                              | 20世紀フォックス     | ブルースカイ・スタジオ                         | 2016年 | 4.086              |
| ホーム 宇宙人ブーヴのゆかいな大冒険 Home                                                  | 20世紀フォックス     | ドリームワークス・アニメーション               | 2015年 | 3.860              |
| アイス・エイジ Ice Age                                                                    | 20世紀フォックス     | ブルースカイ・スタジオ                         | 2002年 | 3.833              |

## 日本のアニメーション映画の歴史

### 前史
江戸時代に既に「写し絵」と呼ばれ、布や紙によるスクリーン膜に影絵、薄紙やガラス板に書かれた絵を幻灯機を用いて投映して動かし、語りや音曲を加えて上映する見世物興行があった。もちろんこれはフィルムによる動画ではなくて、人が操作して絵を差し替えたり動かすものである。

### 1910年代から1920年代

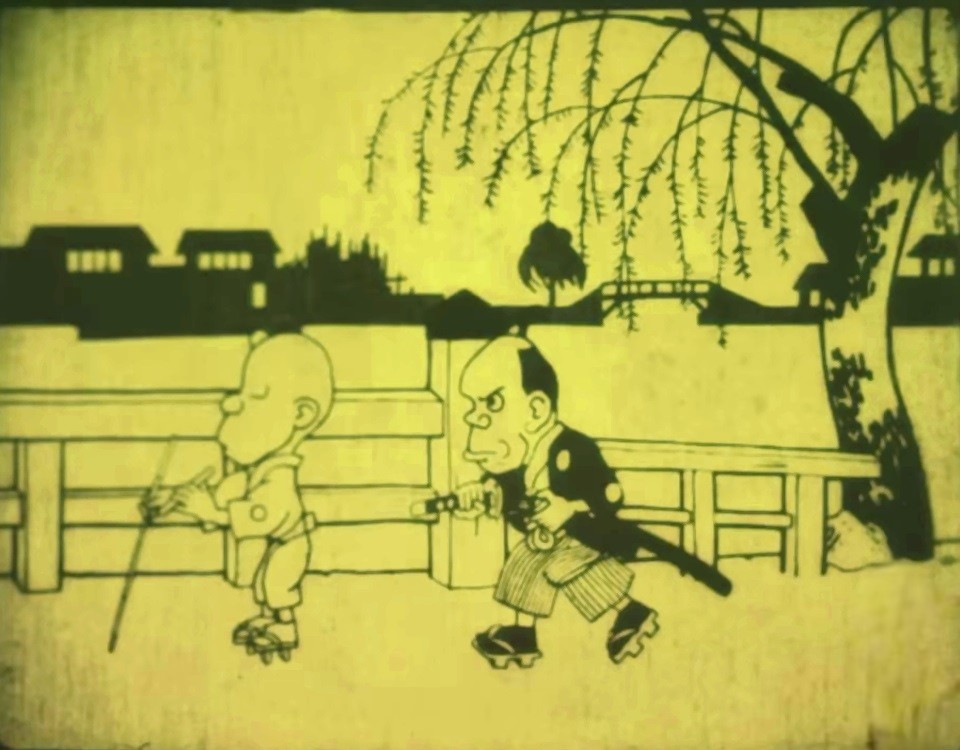
なまくら刀（塙凹内名刀之巻）

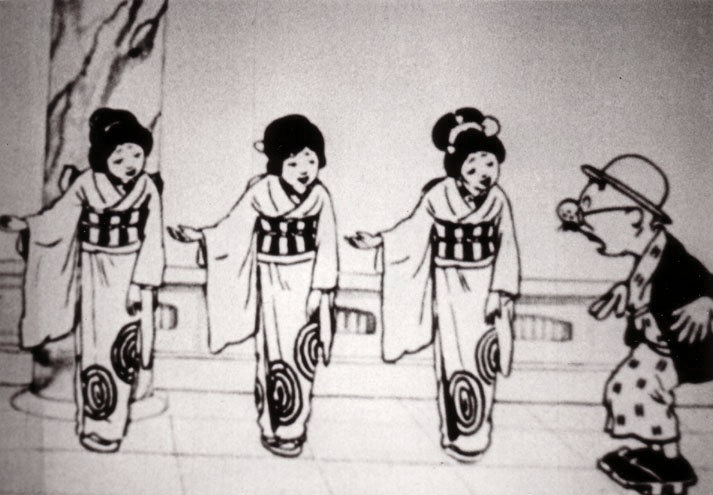
ノンキなトウサン 竜宮参り

現存する日本最古のアニメーション作品は幸内純一の『なまくら刀』（1917年〈大正6年〉公開）で日本の最初期の短篇アニメーション映画である。これは1910年代に輸入された短編アニメーションを受け、日本の映画各社の依頼によって制作された10分ほどの作品であり、長らく現存していないとされていたが、2007年（平成19年）に玩具版が発見された。1916年（大正期）から下川凹天、北山清太郎、幸内純一の3人の漫画家、画家がそれぞれ別々にペーパーアニメーションと切り絵アニメーションでアニメ作品の制作を手がけ1917年（大正6年）にいずれも公開されたが、現存するのはこの作品のみである。
下川、北山、幸内の3人は国産アニメの創始者として歴史に名を残したが、いずれも数年足らずでアニメ制作から撤退している。その後、1920年代に入ると、この3人に次いで木村白山、山本早苗、大藤信郎らが頭角を現すようになる。またセルアニメーションの導入が遅れた日本では切り絵アニメーションが発達し、この分野では大藤信郎賞に名を残す大藤信郎が『鯨』（1927年〈昭和2年〉）で国際的な評価を得ている。

### 1930年代から1940年代
1932年（昭和7年）、日本初のトーキーアニメ映画『力と女の世の中』を、後に「日本のアニメーションの父」と称される政岡憲三が松竹で制作している。続いて1933年（昭和8年）に大石郁雄により『動絵狐狸達引』が制作される。
1935年（昭和10年）、日本初の立体アニメーション撮影を用いた実写映画『かぐや姫』が、映画会社JOで制作される。演出を田中喜次、撮影を円谷英二、人形を浅野孟府、アニメーションを政岡憲三が担当している。

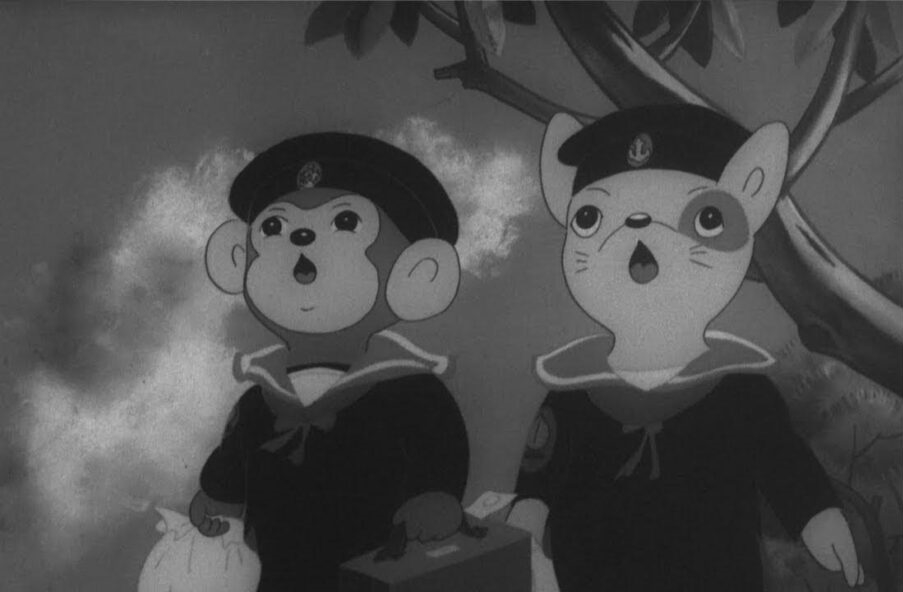
桃太郎 海の神兵

1943年（昭和18年）、日本初のフルセルアニメーション『くもとちゅうりっぷ』が政岡憲三により制作される。
第二次世界大戦を迎えると、それまで個人工房により乏しい予算で小規模に行われて来た日本のアニメーション制作に対して、軍部より予算が投下され、戦時色の強い国威発揚的な内容ながら、瀬尾光世の『桃太郎の海鷲』（1942年〈昭和17年〉）、『桃太郎 海の神兵』（1945年〈昭和20年〉）といった作品が制作された。カラー短編アニメーションとして、『お猿三吉大爆撃二萬キロ』が1943年（昭和18年）以降に試作予定だったが、戦局の悪化により中止となっている。

### 1950年代
1953年（昭和28年）、日本で初めてのカラー（総天然色）・立体アニメーション映画『セロ弾きのゴーシュ』（三井芸術プロ・プーク制作・監督川尻泰司・森永健次郎）が製作された。撮影にはミッチェルの35ミリカメラ、日本初のコニカラーのネガが使用された。
1958年（昭和33年）、東映動画は国産発のカラー長編『白蛇伝』を公開した。
同年、『かみなりんこ物語』『笛吹き王子』を東京中央人形劇場が製作した。東京中央人形劇場は後の（株）東京中央プロダクションであり、電通映画社と共に多数のアニメーション映画を製作した。

### 1960年代

#### アニメ作品の増加
東映動画は白蛇伝に引き続き『安寿と厨子王丸』（1961年）、『わんわん忠臣蔵』（1963年）、『ガリバーの宇宙旅行』（1965年）、『太陽の王子 ホルスの大冒険』（1968年）、『空飛ぶゆうれい船』（1969年）、『長靴をはいた猫』（1969年）などの長編漫画映画を世に送り出した。これらのシリーズは「東映まんがまつり」などのお正月の定番映画として低年齢層向け映画として普及する。これらの映画の多くは映画館だけではなく、16ミリフィルムとして小学校の上映会などにも貸し出されて、多くの子供たちが観賞する機会を得ることになり、長編アニメ映画の小学校などでの無料公開は、後の星空映画会などへと引き継がれていくこととなる。
虫プロダクションは1963年に日本初の本格的テレビアニメ『鉄腕アトム』の制作を開始。これによりテレビアニメ時代の幕開けとなった。翌年には日本初のテレビアニメからの映画化作品『鉄腕アトム 宇宙の勇者』（1964年）が制作される。これ以降、テレビアニメの映画化作品は大量に生み出され、日本におけるアニメーション映画の重要な位置を占めるようになる。
これまで長編アニメではフルアニメーションを基本として来た東映動画であったが、白川大作の提案により、1966年の『サイボーグ009』からはリミテッド・アニメーションを応用した3コマ撮りによるテレビアニメとの中間的位置付けである「B作」と、従来の世界名作的フルアニメ「A作」の二方面作戦が開始となる。
また虫プロは従来の子供向けのアニメーション映画とは逆の方向性を狙い、大人のためのアニメーション映画として1969年公開の劇場用作品『千夜一夜物語』を第1作とするアニメラマ2部作を制作した。このアニメラマは予想外にヒットし、ここから大人向けアニメが制作されることとなる。1970年には第2作『クレオパトラ』、1973年にアニメロマネスク『哀しみのベラドンナ』が公開されている。なお1969年にはレオ・プロダクション（現・スタジオエル）がアニメラマに便乗して日本初の成人指定アニメ『㊙劇画 浮世絵千一夜』を東映系で公開し、1971年には東京テレビ動画（のちの日本テレビ動画）が谷岡ヤスジ原作の長編アニメーション映画『ヤスジのポルノラマ やっちまえ!!』を日本ヘラルド映画の配給で製作・公開しているが、これら便乗作はいずれも興行的・批評的・作品的成功を収められず失敗作として終わった。

#### 教育用アニメーション
1959年（昭和34年）、日本教育テレビ（テレビ朝日の前身）『道徳の時間』で人形劇をフィルム撮影してアニメーション加工した人形劇映画『ベニスの商人』の放送が決定し、製作が開始された。1960年、日本教育テレビ（テレビ朝日の前身）の文部省監修『道徳の時間』で日本で初めての人形劇映画『ベニスの商人』（東京中央人形劇場製作）が放送された。
当時はまだスタジオ・ライブでの人形劇しか放送されていなかったためフィルム映画の放送には文部省の許可が必要であり、番組プロデューサーの笠原明が尽力してこれを実現させた。脚本・演出を高橋克雄、撮影は森隆司郎・村瀬栄一のコンビによりフランス製ボリューの16ミリカメラを使用して行われた。ライブの人形劇をフィルム撮影してアニメーション撮影の場面を追加、人形を動かす糸やワイヤーをアニメーションによって消すなどの加工が施され、日本で初めての人形劇映画として放送された。スタジオライブでの人形劇と違ってフィルムが作品として残る利点があり、放送終了後、映画配給会社がこれを映画として全国に配給した。
1960年代に教育映画配給社によって配給された文部省選定による教育アニメーション映画は、東京中央プロダクションや電通映画社の製作した作品だけでも以下の通り数多く存在する。
東京オリンピックの開催に合わせて製作された『動物オリンピック』においては東京中央プロダクションと電通映画社、教育映画配給社の三者が製作者となる大作で文部大臣賞を受賞した。
- 立体アニメーション映画
  - 『ベニスの商人』『笛吹き王子』『かみなりんこ物語』『子鬼の祭』『ピーターうさぎのぼうけん』『動物オリンピック』『うさぎとおおかみ』『ゆだんは大敵』『ピーターうさぎのおるすばん』『うさぎとかめ』『3びきのこぶた』『7ひきのこやぎ』『牛とかえる』『よくばった犬』『おやゆびひめ』（セルアニメ）『ライオンとねずみ』
- 交通安全シリーズ
  - 『信号を守ろう』『とびだし あぶない』『道の歩きかた』

1962年、大映テレビ室制作による宇宙犬を主人公した立体アニメーション・テレビドラマ『ワンウェイ物語』が（全13話）完成。
『ワンウェイ物語』は脚本・演出を高橋克雄、カメラは森隆司郎、照明は村瀬栄一、日本初のテレビ動画となるはすであったが、大映が倒産したため放映に至らず、フィルムも見つからないままとなっている。
1967年、モントリオール万博において日本の立体アニメーション映画『一寸法師』（カラー14分・監督高橋克雄）はカナダ国営映画局で日本の文化を紹介する映画として上映された後、（株）教育映画配給社の配給により全国のにっかつ系映画館でも上映された。当時の『一寸法師』のプレスには（カラー 14分 1.5巻 154メートル）と記載され、カラー映画がまだ珍しい時代であったためカラーの部分のみ太字で強調されている。

### 1970年代から1980年代
虫プロダクションは倒産、東映動画も劇場“フル”アニメーションの制作を中止する。その後「東映まんがまつり」は『マジンガーZ』などテレビで人気を得たアニメの劇場用新作という路線に転換した。また、この時期の「東映まんがまつり」は東宝の「東宝チャンピオンまつり」とともに、新作ではない既に放送済みのテレビアニメのエピソードの一部を35ミリ化してそのまま劇場アニメとして上映していた（ブロー・アップの項目も参照）。劇場向け長編アニメといえば東映動画の独擅場だった日本アニメ界において、変化が起きるのは1970年代後半である。

#### アニメブーム
1970年代後半になると、主にテレビアニメをオリジナルアニメ化した作品が登場するようになる。
1974年にはテレビアニメ『宇宙戦艦ヤマト』が放送される。テレビでの本放送時にはあまり人気が無かったが、再放送によりヒットすると、1977年にテレビ放送を編集した劇場版が公開され、初日から徹夜する客が出るなどの大ヒットを記録する。翌1978年には『さらば宇宙戦艦ヤマト 愛の戦士たち』が公開され空前の大ヒットを記録し、この2作品によって子供をターゲットとしていたアニメ映画というものが、年齢層を超えて楽しめるものであると認識され、テレビアニメの劇場版ブームを迎える。
『宇宙戦艦ヤマト』シリーズは2作目以降、オリジナル作品が制作されることとなるが、これらの続編では後でテレビ放映をすることを意識してか、シネマスコープサイズではない比率の映画が作成されている。
1978年に世界初のアニメビジョンの作品『ルパン三世 ルパンVS複製人間』が、翌1979年には宮崎駿が初めて監督を務めた作品『ルパン三世 カリオストロの城』が公開される。
『科学忍者隊ガッチャマン』『海のトリトン』『未来少年コナン』『アルプスの少女ハイジ』などテレビのアニメブームに乗って、テレビアニメを再編集した長編アニメが劇場で公開されたのもこの時期の特徴である。これはアニメブームを当て込んだものである一方で、東映動画以外の制作会社はそれまでもっぱらテレビアニメの制作を専門としていて劇場向けの長編アニメを制作するノウハウを持たず、急な需要に応えるだけの余力に欠けていたことが原因であろう。しかしたとえ再編集でも、当時ビデオデッキとレンタルビデオ店の普及途上の時代であり（普及は1980年代の半ば）、観客の側にとっては再放送以外で人気テレビアニメを再鑑賞できる唯一の機会という側面があった。こうして1970年代後半には多くの作品が公開され、後のアニメーターたちにも影響を与えた。
また、『宇宙戦艦ヤマト』の舛田利雄を始めとして、1980年代初め頃までのアニメブームは実写畑の映画監督をアニメに起用した例が多い。浦山桐郎『龍の子太郎』（1979年）、市川崑『銀河鉄道999』（1979年）、恩地日出夫『地球へ…』（1980年）、鈴木清順『ルパン三世 バビロンの黄金伝説』（1985年）などである。これは一説には、当時アニメ映画に馴染みの無かった地方の映画館主を納得させるためだったと言われる。
1980年代に入ると、富野由悠季監督『機動戦士ガンダム（ファーストガンダム）』の劇場版三部作が1981年から1982年にかけて公開されたのが話題を呼んだ。当初、機動戦士ガンダムは1979年にテレビシリーズとして放映されたが、不人気となり打ち切られた。しかし、再放送などで人気をさらに集め、劇場版の公開、さらにはガンダムのテレビシリーズの続編である『機動戦士Ζガンダム（1985年）』の放映にまで至った。
ガンダムの大ヒットの影響を受けて「ポスト・ガンダム」としてロボットアニメが増産された。『伝説巨神イデオン 接触編・発動編』、『宇宙戦士バルディオス 劇場版』、『ドキュメント 太陽の牙ダグラム』、『ザブングル グラフィティ』などである。そして1984年に『超時空要塞マクロス 愛・おぼえていますか』が公開され、『ヤマト』『ガンダム』に次ぐ大ヒット作品となる。80年代後半からはSF・ロボットアニメオリジナル作品は後述のOVAに場を移し劇場公開は下火となるが、『AKIRA』（1988年）、『ファイブスター物語』（1989年）など一部は劇場向けに作られた。1988年には数年ぶりのガンダム劇場版『機動戦士ガンダム 逆襲のシャア』が観客動員数100万人を達成し、『機動戦士ガンダムF91』（1991年）と続いた。
一方、1982年には米国とソ連の冷戦を題材にした近未来戦争の恐ろしさを描いた『FUTURE WAR 198X年』が公開されたものの、制作段階で元請けの東映動画の労働組合は「内容が好戦的である」と反対して制作をボイコットし、これに呼応した制作反対運動も起きた。

#### 長寿シリーズ誕生
1980年の芝山努監督『ドラえもん のび太の恐竜』のヒットを受け毎年春休みにドラえもんの映画作品が公開されるようになり、例年30から50億円規模の興行収入を果している長寿人気シリーズとなった。1989年にはそれいけ!アンパンマンの映画作品第1作の『それいけ!アンパンマン キラキラ星の涙』が公開され、こちらも毎年新作が上映されている。

#### スタジオジブリ設立
『風の谷のナウシカ』（1984年）が劇場公開され、この後スタジオジブリを立ち上げた宮崎駿、高畑勲らが2年に1本程度の間隔で『天空の城ラピュタ』（1986年）、『となりのトトロ』『火垂るの墓』（1988年）などのオリジナル劇場用アニメ映画を公開した。宮崎らの始めたジブリは新しいレーベルであり、彼らの才能はまだアニメファンにしか気づかれておらず、興行面ではドラえもんや東映まんがまつりなどの後塵を拝し続けた。ジブリが商業的に大成功を収め、一般大衆の誰もが知るような知名度になるのは1990年代以降である。

#### OVA
1983年、東京中央プロダクション代表の高橋克雄がビデオでダイレクトにアニメーションを撮影するビデオ・アニメーションシステムを開発した。
NHKでの1年間の試験放送を経て『NHK番組のおしらせ・メルヘンシリーズ』において世界で初めての放送規格としてのビデオ・アニメーションシステムで製作された同シリーズ『うりこひめ』がビデオアニメの第1号、『サルカニ合戦』『ねずみの嫁入り』等が定時番組放送された。
家庭用ビデオ映画として『メルヘンおはなし絵本シリーズ』（小学館）の他、『ケンちゃんミカちゃんの不思議な旅』（電通・NTT）『モンタくんパトカーに乗る』（教育映画配給社・警視庁）などビデオアニメによる映画が製作・配給された。
1980年代半ばのビデオデッキとレンタルビデオ店の普及は、アニメ映画の製作にも変化をもたらした。オリジナルビデオアニメーション（OVA）の興隆は、OVAを劇場アニメとして単館系で公開したり、逆にマニア向けの企画を一旦劇場アニメとして公開して、後のビデオ販売でも製作費の回収を計るというビジネスモデルが成立させた。その受け皿として短命に終わったものの、1989年に東京ではアニメを専門に上映する映画館「テアトル池袋」と「新宿・ANIMECCA」の2館が誕生。これまで劇場アニメとして通用しなかった企画が、ビデオ販売を前提として通るようになる。また、OVAの存在は、これまでテレビアニメで下請け的立場に甘んじていた中小のアニメ制作会社がOVAの制作に乗り出すことで、徐々に製作能力を高めることを可能とした。Production I.Gもそのスタジオの一つで、1980年代に出発してOVAの制作とテレビの下請けをこなしながら、1990年代以降は劇場映画の制作で飛躍したのである。

#### 親子映画
1980年代、ロードショーやミニシアターでの上映（興行映画作品）ではなく、各地の上映会団体が自主的に上映する親子映画用途で、戦争体験・いじめや差別（人権擁護）・伝記などをテーマとした児童書などを原作とした長編作品が製作されるようになった。これらの作品は娯楽よりも道徳教育の要素が強く、各地域の上映会実施団体が上映作品の選定（基本的には新作）と上映会の開催を行っている。

#### フルアニメーションへの再挑戦
手塚治虫はアニメブームに批判的で、今のアニメは実写や特撮でもできることをアニメでやっていると批判、自身が導入したリミテッドアニメの手法をも否定して、1978年に実写にアニメを部分的に合成した映画作品『火の鳥』（監督: 市川崑）を、1980年に自身が総監督のフルアニメーション映画『火の鳥2772 愛のコスモゾーン』を公開した。
サンリオは1979年の『星のオルフェウス』に引き続き、『シリウスの伝説』（1981年）などで、大予算をかけて、1970年代に入って途絶えていたフルアニメーションによるアニメ映画を制作、国外市場に打って出ようとしていた。
1985年には西崎義展がヤマト復活3ヵ年計画という巨大プロジェクトを立ち上げ、第1作『オーディーン 光子帆船スターライト』の公開に続き、1989年には日本アニメの世界進出を見据えた日米合作作品『リトル・ニモ』等が公開された。
いずれも巨費を投じた意欲作であったが、興行的には全くの失敗であり、日本では手描きフルアニメーションやアメリカ風の伸び縮みするアニメ（en:Rubber hose animation）は作られなくなっていった。

### 1990年代
マニア向け作品が1980年代後半からはOVA、1990年代後半からは深夜アニメに進出した一方、一般向けシリーズものの劇場用アニメ映画は大きく飛躍し、数多くの作品が作られている。1993年には映画『クレヨンしんちゃん』シリーズの第1作『クレヨンしんちゃん アクション仮面VSハイグレ魔王』が、1997年に映画『名探偵コナン』シリーズの第1作『名探偵コナン 時計じかけの摩天楼』が、1998年に映画『ポケットモンスター』シリーズの第1作『劇場版ポケットモンスター ミュウツーの逆襲』が公開された。3作とも『ドラえもん』シリーズと並び、現在まで毎年制作され続けている人気シリーズとなった。長期休暇中における家族の娯楽として、ファミリー向けアニメ映画が年中行事として定着していった。このほか、『ドラゴンボール』、『美少女戦士セーラームーン』、『幽☆遊☆白書 』、『スラムダンク』といった漫画原作アニメのヒットが連発し、それにあわせて劇場版が公開されていった。
この時期には既にほぼ毎年のようにアニメ映画が日本映画の興行成績のトップに輝いている。1989年の『魔女の宅急便』を始めとして、1991年は『おもひでぽろぽろ』、1992年は『紅の豚』、1994年は『平成狸合戦ぽんぽこ』、1995年は『耳をすませば』、1999年は『劇場版ポケットモンスター 幻のポケモン ルギア爆誕』と、その年の日本映画の興行成績のトップを記録している。
高年齢層向けの作品では1997年に庵野秀明監督の『新世紀エヴァンゲリオン劇場版 Air/まごころを、君に』が25億円近い興行成績を上げ、難解な内容で話題を呼んだ。1995年の押井守監督『GHOST IN THE SHELL / 攻殻機動隊』は日本では振るわなかったが海外で評価された。
1997年7月12日、宮崎駿監督の『もののけ姫』が公開し、すぐさま爆発的なヒットとなった。各週刊誌やスポーツ新聞には「もののけ妻」「おのろけ姫」「そこのけ姫」などの派生語が並び、昼のワイドショー番組では、「もののけ、もののけ！」としゃべる都内の女子高生が紹介された。観客層も幅広く、子連れの夫婦や普段アニメを観ないのではないかと推測される年齢の人々までも巻き込み、その影響は社会現象と評された。アニメ映画として初めて日本歴代興行収入第1位を記録し、日本映画史上初の配給収入100億円に到達した。

### 2000年代
1998年以降から2000年代初期の頃は、2000年は『劇場版ポケットモンスター 結晶塔の帝王 ENTEI』、2001年は『千と千尋の神隠し』など、劇場用アニメ映画が日本映画の興行成績の上位をほぼ独占している。これらの作品からは『ポケットモンスター』等数多くのヒット作品が誕生し、日本国外でも大きく公開されるようになる。1999年にアメリカで公開された『劇場版ポケットモンスター ミュウツーの逆襲』（米題は"Pokemon: The First Movie"）は、日本映画としては初めて「全米ナンバー1ヒット」となり全米年間映画興行成績トップ20にランキング入りを果した。同シリーズは2作目の『劇場版ポケットモンスター 幻のポケモン ルギア爆誕』（2000年）も、興行収入4376万ドルを記録している。他にも『ドラえもん』『名探偵コナン』『ポケットモンスター』のファミリー向け長寿シリーズは安定期に入っており例年2、30億円規模の興行収入、『週刊少年ジャンプ』の連載作品を原作としたアニメ『ONE PIECE』シリーズなども、平均20億円規模の興行収入を挙げている。アニメ映画は興行と知名度両面で日本映画を代表する存在となっていった。
2001年7月12日、宮崎駿監督の『千と千尋の神隠し』が公開。未曾有の大ヒットとなり、公開後4ヶ月で『タイタニック』を抜いて、日本歴代興行収入第1位を記録した。最終的には、316億8000万円という空前の興行収入を叩き出した。また、世界三大映画祭であるベルリン国際映画祭において最高賞である金熊賞を受賞し、翌年のアカデミー賞では、日本のアニメーション映画として初めてオスカーを獲得するなど、宮崎アニメは世界的名声を得た。以後、アニメーション映画は日本映画を代表する存在となっている。
ゴジラシリーズも1990年代ではアニメ映画に並びファミリー層の人気を博していたが、休止期間を経て再開したミレニアムシリーズでは興行が振るわず、『ゴジラ・モスラ・キングギドラ 大怪獣総攻撃』（2001年）からは『とっとこハム太郎』の劇場版が同時上映となり業績を回復した。
2002年、『ドラえもん』、『名探偵コナン』、『クレヨンしんちゃん』、『アンパンマン』の作品がこぞってセル画制作を終了。翌2003年から一斉にデジタル制作に移行した（なお『ポケットモンスター』は2002年からデジタル制作に移行済み）。
2004年11月20日、宮崎駿監督の『ハウルの動く城』が公開。当時、日本映画としては歴代最高のオープニングを飾った。最終的には、興行収入196億円、観客動員数1500万人を記録し、日本歴代興行収入ランキングでは第４位、日本映画歴代興行収入ランキングでは第2位となった。これにより、日本映画（邦画）の歴代興行収入上位3作品全てがスタジオジブリ作品となった。また、本作は、その年の第61回ヴェネツィア国際映画祭において金オゼッラ賞を獲得し、翌年にはニューヨーク映画批評家協会最優秀アニメーション賞を受賞。第78回アカデミー賞にもノミネートされるなど、国際的に高く評価された。
2005年、宮崎駿監督がヴェネツィア国際映画祭において長年優れた作品を生み出し続けた世界的映画人に贈られる栄誉金獅子賞を受賞。アニメーション監督の受賞は史上初の快挙であった。
2004年には、押井守（『イノセンス』）、大友克洋（『スチームボーイ』）と巨匠たちの作品が続き、文化庁メディア芸術祭大賞で湯浅政明『マインド・ゲーム』（毎日映画コンクールの大藤信郎賞も受賞）、『APPLESEED』が公開前から続篇製作が決定するなど全体的に話題の多い年であった。
一方、商業的には2005年頃に米国の「ジャパニメーション」のブームが終焉を迎え、今後に悲観的な見方も出ていた。
2005年に『ドラえもん』のレギュラー声優陣と芝山努監督が交代し、2006年に『大長編ドラえもん』の映画史上初のリメイク映画『のび太の恐竜2006』が公開された。2008年に『ドラえもん映画』のリメイクでない初のオリジナル作品『のび太と緑の巨人伝』も公開された。近年の『ドラえもん映画』は、新作と過去作のリメイク作品が交互に公開されている。
2006年、細田守の『時をかける少女』がヒット、その後も『サマーウォーズ』（2009年）をヒットさせ、ポスト宮崎駿との評判が高まった。
2008年にはFlashアニメ出身の蛙男商会による初の劇場最新作『秘密結社鷹の爪 THE MOVIE 総統は二度死ぬ』がNY国際インデペンデント映画祭で、アニメーション部門 最優秀賞作品と国際アニメーション 最優秀監督賞の2部門を受賞した。
2009年に公開された『ONE PIECE FILM STRONG WORLD』は、漫画原作の劇場用アニメ映画として最高の興行収入を記録。シリーズでは初めて原作者が監修・製作総指揮を務めたことから、原作ファンの関心を集めた。さらに入場者特典に作者書き下ろしの限定コミックが配布されたことも大きな話題となった。

#### 高年齢層向けアニメ映画の増加
深夜アニメの拡大もあり、2000年代には高年齢層を対象とした作品も増加した。後には上映館や興行成績ともに増加するこうしたジャンルだが、この時期はまだ非常に小規模な公開であることも多かった。
2002年に新海誠が自主制作作品『ほしのこえ』を発表し高い評価を得る。新海は美少女ゲーム業界出身で「セカイ系」でデジタル・アニメーションという「ゼロ年代」らしい存在であった。その後も『雲のむこう、約束の場所』（2004年）、『秒速5センチメートル』（2007年）を監督し、徐々に知名度を上げていった。
また2002年には『Pia♥キャロットへようこそ!! -さやかの恋物語-』が公開された。これは史上初のアダルトゲームを原作とする劇場用アニメである。
2007年、1995年にTVアニメで放送された『新世紀エヴァンゲリオン』の再構築作品である、『ヱヴァンゲリヲン新劇場版:序』が上映された。製作方式や宣伝活動が自主制作映画のそれに近く、興行形態は単館系中心のものであったが、初日上映84館からのスタートで週間興行ランキングで1位を獲得している（スクリーン数100以下の映画では史上初）。
同年、後に『鬼滅の刃』を手掛ける制作会社ufotableの初劇場作品となる、TYPE-MOON原作『空の境界』シリーズが始まった。当時としては珍しい全7章という形式で、当初、東京都にあるテアトル新宿にてレイトショーのみの公開だったが、連日立ち見が出るほどの集客となったため、モーニングショー枠などを設定して上映回数を増やし、テアトルダイヤ等全国8か所の映画館でも上映されることとなった。最終的に、全7章の観客動員数は約26万2000人、累計興行収入は約3.6億円、累計DVD出荷枚数は75万枚以上を記録。BD BOXは BD ランキングで総合2位、アニメ部門では首位にランクイン。2013年9月までに、BD・DVDなどの関連商品の売り上げ100万枚以上を記録した。最終的には、2013年までに全10章が制作された。
このほか2000年代後半には、『劇場版 灼眼のシャナ』（2007年）など深夜アニメやいわゆるUHFアニメの劇場版などが増加していった。
『少女革命ウテナ アドゥレセンス黙示録』（1999年）、『ラーゼフォン 多元変奏曲』（2003年）などはテレビ版と内容が大きく異なっており、メディアミックスの一環として映画化される作品も現れた。

### 2010年代
2010年以降、漫画原作の劇場用アニメ映画において、漫画の原作者が製作に参加する作品が増加。また、入場者特典に限定コミックやDVDを配布する作品も増えた。主な作品に『劇場版BLEACH 地獄篇』（2010年）、『鋼の錬金術師 嘆きの丘の聖なる星』（2011年）、『劇場版 FAIRY TAIL 鳳凰の巫女』（2012年）、『ROAD TO NINJA -NARUTO THE MOVIE-』（2012年）、『劇場版 HUNTER×HUNTER 緋色の幻影』（2013年）などがある。
2010年代初頭、深夜アニメの劇場版が躍進し、山田尚子『映画けいおん!』（2011年）は19億、新房昭之『劇場版 魔法少女まどか☆マギカ ［新編］ 叛逆の物語』（2013年）は20億超えを果たし、深夜アニメの劇場版がこぞって公開された。
2013年に宮崎駿の『風立ちぬ』、高畑勲の『かぐや姫の物語』が公開されたが、宮崎は引退宣言（後に撤回）、高畑は2018年に死去し、ポストジブリとして様々な人物の名が挙がった。
2013年11月、宮崎駿監督がアカデミー名誉賞を受賞。アニメーション監督としてはウォルト・ディズニー、チャック・ジョーンズに続く史上3人目の受賞となった。また、日本人としては黒澤明以来史上2人目の快挙となった。
2014年にジブリの米林宏昌が『思い出のマーニー』でヒット。その作風は後に「ジェネリックジブリ」とも評された。2014年末、スタジオジブリの制作部門が閉鎖され、アニメーター・スタッフの多くが退社した。
「ジブリロス」を埋める存在として長らくポスト宮崎として名が挙がっていた細田守は、スタジオ地図初の作品『おおかみこどもの雨と雪』（2012年）をヒットさせ、その後も着実にポスト宮崎としてのヒットを重ねたが、その重圧が大きすぎることも指摘されている。細田本人も「ポスト宮崎」視を拒否しており、「宮崎駿的なものだったら、宮崎さんが作ればいいんです」と述べている。
2016年に、新海誠による『君の名は。』がジブリ的でない絵柄で大ヒットした。従来の一般向けアニメはジブリ的な絵柄が参照されてきたが、『新世紀エヴァンゲリオン』の貞本義行が細田守作品に加わったり、若年層が深夜アニメに親しむようになり、『君の名は。』のキャラクターデザインをした田中将賀の絵が受け入れられる状況ができていた。公開当時一般知名度はそれほどだった新海だが『君の名は。』では10代から20代の若者世代を中心に広く受容された。100億円を超える興行収入はスタジオジブリ作品を除く国内アニメ映画では初の記録であった。
同年に公開された片渕須直による『この世界の片隅に』は、アニメでは1988年の『となりのトトロ』以来となるキネマ旬報ベスト・テン日本映画第1位に選出された。他にも京都アニメーション（山田尚子監督）による『映画 聲の形』がヒットするなど、2016年は「アニメの当たり年」と呼ばれ、アニメ映画史における大きなターニングポイントとなった。名実ともに「ポストジブリ」の新時代が到来したとも評された。
2010年代後半には観客がサイリウムやペンライトを持ち込み、ライブ感覚で作品を鑑賞する「応援上映」が注目される。『名探偵コナン ゼロの執行人』（2018年）ではファンによる複数回鑑賞がムーブメントとなるなど、SNS文化の発達による鑑賞スタイルの変化がみられる。

### 2020年代
様々な層がアニメを観る風潮が高まりアニメ映画の興行収入が増加、邦画市場を席巻している。その中で、2019年のアニメ化に伴い社会現象になっていた『鬼滅の刃』の劇場版、『劇場版「鬼滅の刃」無限列車編』（監督外崎春雄）が2020年10月16日に公開された。コロナ禍で多くの映画が公開延期されていく中、全国403館において異例のスクリーン数での公開となった。公開から僅か3ヶ月後に、日本の歴代興行収入首位である『千と千尋の神隠し』を上回り歴代1位となった。その後も興行収入を更新し続け、国内史上初である400億円を突破した。また、世界興行収入5億ドルを突破し、2020年の世界興行収入ランキングでハリウッド映画以外で初めて年間1位を記録した。
2021年、庵野秀明が総監督を務めた『新世紀エヴァンゲリオン』シリーズの完結作となる『シン・エヴァンゲリオン劇場版』が公開。興行収入は100億円を突破し、庵野秀明監督作品として『シン・ゴジラ』（2016年・興行収入82.5億円）を超える最高記録となった。
2022年、『ONE PIECE FILM RED』（監督谷口悟朗）や『THE FIRST SLAM DUNK』（原作者の井上雅彦が自ら監督）のヒットが影響し、東映の年間興行収入は325億円と過去最高を記録した。
2023年、宮崎駿10年ぶりの作品となる『君たちはどう生きるか』が公開。日本のオリジナル作品として初めて北米週末興行収入ランキングで第1位を獲得。翌年アメリカで授賞式が行われた第96回アカデミー賞でもオスカーを獲得した。日本のアニメーション映画全体で見ても、『千と千尋の神隠し』の受賞以来、21年振り史上2作品目となるアカデミー賞受賞となった。また、これにより宮崎駿は3度目のアカデミー賞受賞となり、黒澤明と並ぶ日本人最多受賞記録を打ち立てた。

### 日本国内の興行成績
日本のアニメーション映画市場は世界の興行実態とは様相が異なり、日本の制作会社による作品の存在感が顕著に大きいことが特徴である。ディズニーおよびピクサー作品の興行成績は世界的な状況と大きな隔たりはないが、世界市場では上位に現れないスタジオジブリの作品がディズニー系と二分する規模の存在となっている。特に1997年の『もののけ姫』はアニメーション映画で初めて日本映画市場の興行収入歴代1位を記録し、その後に同年の『タイタニック』に抜かれたものの、2001年の『千と千尋の神隠し』で再び首位に立ってからは記録を保持し続けていたが、2020年に『劇場版 鬼滅の刃 無限列車編』に抜かれた。
一方でディズニー系以外の海外作品が上位に食い込むことは難しく、20世紀フォックスはブルースカイ作品の一部について日本での劇場公開を見送っている。そのため長らくディズニー/ピクサー作品以外のアニメーション映画が年間興行収入TOP10入りすることは無かったが、2015年に『ミニオンズ』で初めてTOP10入りを果たした。また日本のテレビアニメーションの劇場化作品も多く、『ポケットモンスター』、『名探偵コナン』、『ドラえもん』といった作品は、毎年定期的に新作が公開され一定の売り上げを保っている。

#### 日本国内の歴代アニメーション映画の興行成績
- 社団法人日本映画製作者連盟の映連データベース及び日本映画産業統計、興行通信社、文化通信、配給発表による。年またぎの作品および1999年以前の作品の興行収入については興行通信社、文化通信、配給発表を優先して使用する。また、上映中の作品は興行収入が確定する上映終了まで除外している。アニメの歴史、興行収入上位の日本のアニメ映画一覧、年度別日本公開映画、各作品の項目も参照。
- 備考の列には、2作品以上記載されているシリーズ作品はそのシリーズ名を、スタジオジブリ、ディズニー、コミックス・ウェーブ・フィルム、イルミネーション、ピクサー、スタジオ地図、ドリームワークスの各スタジオによる作品はそのスタジオ名を表記している。また、3作品以上同一の表記がある場合は、備考の表記ごとに背景色を一部色分けしている。
  - スタジオジブリ作品（16作品）、ディズニー作品（16作品）、コミックス・ウェーブ・フィルム作品（3作品）、ONE PIECE（9作品）、イルミネーション作品（9作品）、名探偵コナン（25作品）、ピクサー作品（17作品）、ヱヴァンゲリヲン（4作品）、ドラえもん（37作品）、妖怪ウォッチ（4作品）、ポケットモンスター（23作品）、スタジオ地図作品（4作品）、ドラゴンボール（6作品）、ドリームワークス作品（6作品）、クレヨンしんちゃん（7作品）

| 作品名 | 配給会社                                       | 公開年 | 配給収入 （億円） | 興行収入 （億円） | 備考                               |
| --- | ---------------------------------------------- | ------ | ----------------- | ----------------- | ---------------------------------- |
| さらば宇宙戦艦ヤマト 愛の戦士たち | 東映                                           | 1978年 | 21.2              |                   |                                    |
| 銀河鉄道999 | 東映                                           | 1979年 | 16.5              |                   |                                    |
| ドラえもん のび太の恐竜 モスラ対ゴジラ | 東宝                                           | 1980年 | 15.5              |                   | ドラえもんシリーズ                 |
| ドラえもん のび太の宇宙開拓史 怪物くん 怪物ランドへの招待                                                                                         | 東宝                                           | 1981年 | 17.5              |                   | ドラえもんシリーズ                 |
| ドラえもん のび太の魔界大冒険 忍者ハットリくん+パーマン 超能力ウォーズ                                                                            | 東宝                                           | 1984年 | 16.5              |                   | ドラえもんシリーズ                 |
| ドラえもん のび太と竜の騎士 プロゴルファー猿 甲賀秘境！ 影の忍法ゴルファー参上！ オバケのQ太郎 進め！ 1/100大作戦                                 | 東宝                                           | 1987年 | 15.0              |                   | ドラえもんシリーズ                 |
| ドラえもん のび太の日本誕生 ドラミちゃん ミニドラSOS!!!                                                                                           | 東宝                                           | 1989年 | 20.2              |                   | ドラえもんシリーズ                 |
| 魔女の宅急便 | 東映                                           | 1989年 | 21.5              |                   | スタジオジブリ作品                 |
| ドラえもん のび太とアニマル惑星 チンプイ エリさま活動大写真                                                                                       | 東宝                                           | 1990年 | 19.1              |                   | ドラえもんシリーズ                 |
| ドラえもん のび太のドラビアンナイト ドラミちゃん アララ♥少年山賊団！                                                                              | 東宝                                           | 1991年 | 18.0              |                   | ドラえもんシリーズ                 |
| おもひでぽろぽろ | 東宝                                           | 1991年 | 18.7              |                   | スタジオジブリ作品                 |
| ドラえもん のび太と雲の王国 21エモン 宇宙いけ！ 裸足のプリンセス トキメキソーラーくるまによん                                                     | 東宝                                           | 1992年 | 16.8              |                   | ドラえもんシリーズ                 |
| ドラゴンボールZ 激突!!100億パワーの戦士たち ドラゴンクエスト ダイの大冒険 起ちあがれ!!アバンの使徒 まじかる☆タルるートくん すき・すき♡タコ焼きっ! | 東映                                           | 1992年 | 16.0              |                   | ドラゴンボールシリーズ             |
| ドラゴンボールZ 極限バトル!!三大超サイヤ人 ドラゴンクエスト ダイの大冒険 ぶちやぶれ!!新生6大将軍 ろくでなしBLUES                                  | 東映                                           | 1992年 | 15.0              |                   | ドラゴンボールシリーズ             |
| 紅の豚 | 東宝                                           | 1992年 | 28.0              | 54.0              | スタジオジブリ作品                 |
| 美女と野獣 | ワーナー・ブラザース                           | 1992年 | 16.0              |                   | ディズニー作品                     |
| ドラえもん のび太とブリキの迷宮 ドラミちゃん ハロー恐竜キッズ!! 太陽は友だち がんばれ!ソラえもん号                                                | 東宝                                           | 1993年 | 16.5              |                   | ドラえもんシリーズ                 |
| クレヨンしんちゃん アクション仮面VSハイグレ魔王                                                                                                   | 東宝                                           | 1993年 | 12.5              | 22.2              | クレヨンしんちゃんシリーズ         |
| アラジン | ウォルト・ディズニー・スタジオ                 | 1993年 | 25.0              |                   | ディズニー作品                     |
| クレヨンしんちゃん ブリブリ王国の秘宝 | 東宝                                           | 1994年 | 10.7              | 20.6              | クレヨンしんちゃんシリーズ         |
| 平成狸合戦ぽんぽこ | 東宝                                           | 1994年 | 26.3              |                   | スタジオジブリ作品                 |
| ライオン・キング | ウォルト・ディズニー・スタジオ                 | 1994年 | 20.0              |                   | ディズニー作品                     |
| 耳をすませば / On Your Mark | 東宝                                           | 1995年 | 18.5              |                   | スタジオジブリ作品                 |
| ドラえもん のび太と銀河超特急 ドラミ&ドラえもんズ ロボット学校七不思議!?                                                                          | 東宝                                           | 1996年 | 16.0              |                   | ドラえもんシリーズ                 |
| ドラえもん のび太のねじ巻き都市冒険記 ザ☆ドラえもんズ 怪盗ドラパン謎の挑戦状!                                                                     | 東宝                                           | 1997年 | 20.0              |                   | ドラえもんシリーズ                 |
| もののけ姫 | 東宝                                           | 1997年 | 117.6             | 201.8             | スタジオジブリ作品                 |
| ドラえもん のび太の南海大冒険 ザ☆ドラえもんズ ムシムシぴょんぴょん大作戦! 帰ってきたドラえもん                                                    | 東宝                                           | 1998年 | 21.0              |                   | ドラえもんシリーズ                 |
| 劇場版ポケットモンスター ミュウツーの逆襲 ピカチュウのなつやすみ                                                                                  | 東宝                                           | 1998年 | 41.5              | 72.4              | ポケットモンスターシリーズ         |
| ドラえもん のび太の宇宙漂流記 ザ☆ドラえもんズ おかしなお菓子なオカシナナ? のび太の結婚前夜                                                        | 東宝                                           | 1999年 | 20.0              |                   | ドラえもんシリーズ                 |
| 名探偵コナン 世紀末の魔術師 | 東宝                                           | 1999年 | 14.5              | 26.0              | 名探偵コナン シリーズ              |
| 劇場版ポケットモンスター 幻のポケモン ルギア爆誕 ピカチュウたんけんたい                                                                           | 東宝                                           | 1999年 | 35.0              | 64.0              | ポケットモンスターシリーズ         |
| ターザン | ウォルト・ディズニー・スタジオ                 | 1999年 |                   | 28.0              | ディズニー作品                     |
| ONE PIECE デジモンアドベンチャー ぼくらのウォーゲーム!                                                                                            | 東映                                           | 2000年 |                   | 21.6              | ONE PIECEシリーズ                  |
| トイ・ストーリー2 | ウォルト・ディズニー・スタジオ                 | 2000年 |                   | 34.5              | ピクサー作品                       |
| ドラえもん のび太の太陽王伝説 ザ☆ドラえもんズ ドキドキ機関車大爆走! おばあちゃんの思い出                                                          | 東宝                                           | 2000年 |                   | 30.5              | ドラえもんシリーズ                 |
| 名探偵コナン 瞳の中の暗殺者 | 東宝                                           | 2000年 |                   | 25.0              | 名探偵コナンシリーズ               |
| 劇場版ポケットモンスター 結晶塔の帝王 ENTEI ピチューとピカチュウ                                                                                  | 東宝                                           | 2000年 |                   | 48.5              | ポケットモンスターシリーズ         |
| ダイナソー | ウォルト・ディズニー・スタジオ                 | 2000年 |                   | 49.0              | ディズニー作品                     |
| ONE PIECE ねじまき島の冒険 デジモンアドベンチャー02 ディアボロモンの逆襲                                                                          | 東映                                           | 2001年 |                   | 30.0              | ONE PIECEシリーズ                  |
| ドラえもん のび太と翼の勇者たち がんばれ!ジャイアン!! ドラミ&ドラえもんズ 宇宙ランド危機イッパツ!                                                 | 東宝                                           | 2001年 |                   | 30.0              | ドラえもんシリーズ                 |
| 名探偵コナン 天国へのカウントダウン | 東宝                                           | 2001年 |                   | 29.0              | 名探偵コナンシリーズ               |
| シュレック | ユナイテッド・インターナショナル・ピクチャーズ | 2001年 |                   | 22.7              | ドリームワークス作品               |
| 劇場版ポケットモンスター セレビィ 時を超えた遭遇 ピカチュウのドキドキかくれんぼ                                                                   | 東宝                                           | 2001年 |                   | 39.0              | ポケットモンスターシリーズ         |
| 千と千尋の神隠し | 東宝                                           | 2001年 |                   | 316.8             | スタジオジブリ作品                 |
| 劇場版 とっとこハム太郎 ハムハムランド大冒険 ゴジラ・モスラ・キングギドラ 大怪獣総攻撃                                                            | 東宝                                           | 2001年 |                   | 27.1              |                                    |
| ピーター・パン2 ネバーランドの秘密 | ウォルト・ディズニー・スタジオ                 | 2002年 |                   | 23.0              | ディズニー作品                     |
| モンスターズ・インク | ウォルト・ディズニー・スタジオ                 | 2002年 |                   | 93.7              | ピクサー作品                       |
| ONE PIECE 珍獣島のチョッパー王国 デジモンテイマーズ 暴走デジモン特急                                                                              | 東映                                           | 2002年 |                   | 20.0              | ONE PIECEシリーズ                  |
| ドラえもん のび太とロボット王国 ザ☆ドラえもんズ ゴール!ゴール!ゴール!! ぼくの生まれた日                                                           | 東宝                                           | 2002年 |                   | 23.1              | ドラえもんシリーズ                 |
| 名探偵コナン ベイカー街の亡霊 | 東宝                                           | 2002年 |                   | 34.0              | 名探偵コナンシリーズ               |
| 劇場版ポケットモンスター 水の都の護神 ラティアスとラティオス ピカピカ星空キャンプ                                                                 | 東宝                                           | 2002年 |                   | 26.7              | ポケットモンスターシリーズ         |
| 猫の恩返し / ギブリーズ episode2 | 東宝                                           | 2002年 |                   | 64.8              | スタジオジブリ作品                 |
| ONE PIECE THE MOVIE デッドエンドの冒険 | 東映                                           | 2003年 |                   | 20.0              | ONE PIECEシリーズ                  |
| リロ・アンド・スティッチ | ウォルト・ディズニー・スタジオ                 | 2003年 |                   | 29.1              | ディズニー作品                     |
| ドラえもん のび太とふしぎ風使い Pa-Pa-Pa ザ★ムービー パーマン                                                                                     | 東宝                                           | 2003年 |                   | 25.4              | ドラえもんシリーズ                 |
| 名探偵コナン 迷宮の十字路 | 東宝                                           | 2003年 |                   | 32.0              | 名探偵コナンシリーズ               |
| 劇場版ポケットモンスター アドバンスジェネレーション 七夜の願い星 ジラーチ おどるポケモンひみつ基地                                                | 東宝                                           | 2003年 |                   | 45.0              | ポケットモンスターシリーズ         |
| ファインディング・ニモ | ウォルト・ディズニー・スタジオ                 | 2003年 |                   | 110.0             | ピクサー作品                       |
| ドラえもん のび太のワンニャン時空伝 Pa-Pa-Pa ザ★ムービー パーマン タコDEポン!アシHAポン! ドラえもんアニバーサリー25                               | 東宝                                           | 2004年 |                   | 30.5              | ドラえもんシリーズ                 |
| 名探偵コナン 銀翼の奇術師 | 東宝                                           | 2004年 |                   | 28.0              | 名探偵コナンシリーズ               |
| 劇場版ポケットモンスター アドバンスジェネレーション 裂空の訪問者 デオキシス                                                                       | 東宝                                           | 2004年 |                   | 43.8              | ポケットモンスターシリーズ         |
| シュレック2 | ユナイテッド・インターナショナル・ピクチャーズ | 2004年 |                   | 25.0              | ドリームワークス作品               |
| ハウルの動く城 | 東宝                                           | 2004年 |                   | 196.0             | スタジオジブリ作品                 |
| Mr.インクレディブル | ウォルト・ディズニー・スタジオ                 | 2004年 |                   | 52.6              | ピクサー作品                       |
| 名探偵コナン 水平線上の陰謀 | 東宝                                           | 2005年 |                   | 21.5              | 名探偵コナンシリーズ               |
| 劇場版ポケットモンスター アドバンスジェネレーション ミュウと波導の勇者 ルカリオ                                                                   | 東宝                                           | 2005年 |                   | 43.0              | ポケットモンスターシリーズ         |
| マダガスカル | アスミック・エース                             | 2005年 |                   | 22.5              | ドリームワークス作品               |
| チキン・リトル | ウォルト・ディズニー・スタジオ                 | 2005年 |                   | 26.8              | ディズニー作品                     |
| ドラえもん のび太の恐竜2006 | 東宝                                           | 2006年 |                   | 32.8              | ドラえもんシリーズ                 |
| 名探偵コナン 探偵たちの鎮魂歌 | 東宝                                           | 2006年 |                   | 30.3              | 名探偵コナンシリーズ               |
| カーズ | ウォルト・ディズニー・スタジオ                 | 2006年 |                   | 22.3              | ピクサー作品                       |
| ブレイブ ストーリー | ワーナー・ブラザース                           | 2006年 |                   | 20.0              |                                    |
| 劇場版ポケットモンスター アドバンスジェネレーション ポケモンレンジャーと蒼海の王子 マナフィ                                                       | 東宝                                           | 2006年 |                   | 34.0              | ポケットモンスターシリーズ         |
| ゲド戦記 | 東宝                                           | 2006年 |                   | 78.4              | スタジオジブリ作品                 |
| ドラえもん のび太の新魔界大冒険 〜7人の魔法使い〜                                                                                                 | 東宝                                           | 2007年 |                   | 35.4              | ドラえもんシリーズ                 |
| 名探偵コナン 紺碧の棺 | 東宝                                           | 2007年 |                   | 25.3              | 名探偵コナンシリーズ               |
| 劇場版ポケットモンスター ダイヤモンド&パール ディアルガVSパルキアVSダークライ                                                                     | 東宝                                           | 2007年 |                   | 50.2              | ポケットモンスターシリーズ         |
| レミーのおいしいレストラン | ウォルト・ディズニー・スタジオ                 | 2007年 |                   | 39.0              | ピクサー作品                       |
| ヱヴァンゲリヲン新劇場版:序 | クロックワークス・カラー                       | 2007年 |                   | 20.0              | ヱヴァンゲリヲンシリーズ           |
| ドラえもん のび太と緑の巨人伝 | 東宝                                           | 2008年 |                   | 33.7              | ドラえもんシリーズ                 |
| 名探偵コナン 戦慄の楽譜 | 東宝                                           | 2008年 |                   | 24.2              | 名探偵コナンシリーズ               |
| カンフー・パンダ | アスミック・エース                             | 2008年 |                   | 20.0              | ドリームワークス作品               |
| ウォーリー | ウォルト・ディズニー・スタジオ                 | 2008年 |                   | 40.0              | ピクサー作品                       |
| 崖の上のポニョ | 東宝                                           | 2008年 |                   | 155.0             | スタジオジブリ作品                 |
| 劇場版ポケットモンスター ダイヤモンド&パール ギラティナと氷空の花束 シェイミ                                                                      | 東宝                                           | 2008年 |                   | 48.0              | ポケットモンスターシリーズ         |
| ドラえもん 新・のび太の宇宙開拓史 | 東宝                                           | 2009年 |                   | 24.5              | ドラえもんシリーズ                 |
| 名探偵コナン 漆黒の追跡者 | 東宝                                           | 2009年 |                   | 35.0              | 名探偵コナンシリーズ               |
| ヱヴァンゲリヲン新劇場版:破 | クロックワークス・カラー                       | 2009年 |                   | 40.0              | ヱヴァンゲリヲンシリーズ           |
| 劇場版ポケットモンスター ダイヤモンド&パール アルセウス 超克の時空へ                                                                              | 東宝                                           | 2009年 |                   | 46.7              | ポケットモンスターシリーズ         |
| カールじいさんの空飛ぶ家 | ウォルト・ディズニー・スタジオ                 | 2009年 |                   | 50.0              | ピクサー作品                       |
| ONE PIECE FILM STRONG WORLD | 東映                                           | 2009年 |                   | 48.0              | ONE PIECEシリーズ                  |
| ドラえもん のび太の人魚大海戦 | 東宝                                           | 2010年 |                   | 31.6              | ドラえもんシリーズ                 |
| 名探偵コナン 天空の難破船 | 東宝                                           | 2010年 |                   | 32.0              | 名探偵コナンシリーズ               |
| 劇場版ポケットモンスター ダイヤモンド&パール 幻影の覇者 ゾロアーク                                                                                | 東宝                                           | 2010年 |                   | 41.6              | ポケットモンスターシリーズ         |
| トイ・ストーリー3 | ウォルト・ディズニー・スタジオ                 | 2010年 |                   | 108.0             | ピクサー作品                       |
| 借りぐらしのアリエッティ | 東宝                                           | 2010年 |                   | 92.6              | スタジオジブリ作品                 |
| ドラえもん 新・のび太と鉄人兵団 〜はばたけ 天使たち〜                                                                                             | 東宝                                           | 2011年 |                   | 24.6              | ドラえもんシリーズ                 |
| 塔の上のラプンツェル | ウォルト・ディズニー・スタジオ                 | 2011年 |                   | 25.6              | ディズニー作品                     |
| 名探偵コナン 沈黙の15分 | 東宝                                           | 2011年 |                   | 31.5              | 名探偵コナンシリーズ               |
| 劇場版ポケットモンスター ベストウイッシュ ビクティニと黒き英雄 ゼクロム・白き英雄 レシラム                                                        | 東宝                                           | 2011年 |                   | 43.3              | ポケットモンスターシリーズ         |
| コクリコ坂から | 東宝                                           | 2011年 |                   | 44.6              | スタジオジブリ作品                 |
| カーズ2 | ウォルト・ディズニー・スタジオ                 | 2011年 |                   | 30.1              | ピクサー作品                       |
| ドラえもん のび太と奇跡の島 〜アニマル アドベンチャー〜                                                                                           | 東宝                                           | 2012年 |                   | 36.2              | ドラえもんシリーズ                 |
| 名探偵コナン 11人目のストライカー | 東宝                                           | 2012年 |                   | 32.9              | 名探偵コナンシリーズ               |
| 劇場版ポケットモンスター ベストウイッシュ キュレムVS聖剣士 ケルディオ メロエッタのキラキラリサイタル                                              | 東宝                                           | 2012年 |                   | 36.1              | ポケットモンスターシリーズ         |
| おおかみこどもの雨と雪 | 東宝                                           | 2012年 |                   | 42.2              | スタジオ地図作品                   |
| マダガスカル3 | パラマウント・ピクチャーズ                     | 2012年 |                   | 20.5              | ドリームワークス作品               |
| ヱヴァンゲリヲン新劇場版:Q / 巨神兵東京に現わる 劇場版                                                                                            | ティ・ジョイ・カラー                           | 2012年 |                   | 52.6              | ヱヴァンゲリヲンシリーズ           |
| ONE PIECE FILM Z | 東映                                           | 2012年 |                   | 68.7              | ONE PIECEシリーズ                  |
| ドラえもん のび太のひみつ道具博物館 | 東宝                                           | 2013年 |                   | 39.8              | ドラえもんシリーズ                 |
| シュガー・ラッシュ | ウォルト・ディズニー・スタジオ                 | 2013年 |                   | 30.0              | ディズニー作品                     |
| ドラゴンボールZ 神と神 | 東映                                           | 2013年 |                   | 29.9              | ドラゴンボールシリーズ             |
| 名探偵コナン 絶海の探偵 | 東宝                                           | 2013年 |                   | 36.3              | 名探偵コナンシリーズ               |
| モンスターズ・ユニバーシティ | ウォルト・ディズニー・スタジオ                 | 2013年 |                   | 89.6              | ピクサー作品                       |
| 劇場版ポケットモンスター ベストウイッシュ 神速のゲノセクト ミュウツー覚醒 ピカチュウとイーブイ☆フレンズ                                           | 東宝                                           | 2013年 |                   | 31.7              | ポケットモンスターシリーズ         |
| 風立ちぬ | 東宝                                           | 2013年 |                   | 120.2             | スタジオジブリ作品                 |
| 怪盗グルーのミニオン危機一発 | 東宝東和                                       | 2013年 |                   | 25.0              | イルミネーション作品               |
| 劇場版 魔法少女まどかマギカ[新編]叛逆の物語 | ワーナー・ブラザース                           | 2013年 |                   | 20.8              |                                    |
| かぐや姫の物語 | 東宝                                           | 2013年 |                   | 24.7              | スタジオジブリ作品                 |
| ルパン三世VS名探偵コナン THE MOVIE | 東宝                                           | 2013年 |                   | 42.6              | 名探偵コナンシリーズ               |
| ドラえもん 新・のび太の大魔境 〜ペコと5人の探検隊〜                                                                                               | 東宝                                           | 2014年 |                   | 35.8              | ドラえもんシリーズ                 |
| アナと雪の女王 | ウォルト・ディズニー・スタジオ                 | 2014年 |                   | 255.0             | ディズニー作品                     |
| 名探偵コナン 異次元の狙撃手 | 東宝                                           | 2014年 |                   | 41.1              | 名探偵コナンシリーズ               |
| 思い出のマーニー | 東宝                                           | 2014年 |                   | 35.3              | スタジオジブリ作品                 |
| ポケモン・ザ・ムービーXY 破壊の繭とディアンシー ピカチュウ、これなんのカギ?                                                                       | 東宝                                           | 2014年 |                   | 29.1              | ポケットモンスターシリーズ         |
| STAND BY ME ドラえもん | 東宝                                           | 2014年 |                   | 83.8              | ドラえもんシリーズ                 |
| THE LAST -NARUTO THE MOVIE- | 東宝                                           | 2014年 |                   | 20.0              | NARUTOシリーズ                     |
| ベイマックス | ウォルト・ディズニー・スタジオ                 | 2014年 |                   | 91.8              | ディズニー作品                     |
| 映画 妖怪ウォッチ 誕生の秘密だニャン! | 東宝                                           | 2014年 |                   | 78.0              | 妖怪ウォッチシリーズ               |
| ドラえもん のび太の宇宙英雄記 | 東宝                                           | 2015年 |                   | 39.3              | ドラえもんシリーズ                 |
| クレヨンしんちゃん オラの引越し物語 サボテン大襲撃                                                                                                | 東宝                                           | 2015年 |                   | 22.9              | クレヨンしんちゃんシリーズ         |
| 名探偵コナン 業火の向日葵 | 東宝                                           | 2015年 |                   | 44.8              | 名探偵コナンシリーズ               |
| ドラゴンボールZ 復活の「F」 | 東映                                           | 2015年 |                   | 37.4              | ドラゴンボールシリーズ             |
| ラブライブ!The School Idol Movie | 松竹                                           | 2015年 |                   | 28.6              |                                    |
| バケモノの子 | 東宝                                           | 2015年 |                   | 58.5              | スタジオ地図作品                   |
| ミニオンズ | 東宝東和                                       | 2015年 |                   | 52.1              | イルミネーション作品               |
| BORUTO -NARUTO THE MOVIE- | 東宝                                           | 2015年 |                   | 26.2              | NARUTOシリーズ                     |
| ポケモン・ザ・ムービーXY 光輪の超魔神 フーパ ピカチュウとポケモンおんがくたい                                                                     | 東宝                                           | 2015年 |                   | 26.1              | ポケットモンスターシリーズ         |
| インサイド・ヘッド | ウォルト・ディズニー・スタジオ                 | 2015年 |                   | 40.4              | ピクサー作品                       |
| ガールズ&パンツァー 劇場版 | ショウゲート                                   | 2015年 |                   | 25.0              |                                    |
| 映画 妖怪ウォッチ エンマ大王と5つの物語だニャン!                                                                                                  | 東宝                                           | 2015年 |                   | 55.3              | 妖怪ウォッチシリーズ               |
| ドラえもん 新・のび太の日本誕生 | 東宝                                           | 2016年 |                   | 41.2              | ドラえもんシリーズ                 |
| クレヨンしんちゃん 爆睡!ユメミーワールド大突撃 | 東宝                                           | 2016年 |                   | 21.1              | クレヨンしんちゃんシリーズ         |
| 名探偵コナン 純黒の悪夢 | 東宝                                           | 2016年 |                   | 63.3              | 名探偵コナンシリーズ               |
| ズートピア | ウォルト・ディズニー・スタジオ                 | 2016年 |                   | 76.3              | ディズニー作品                     |
| ファインディング・ドリー | ウォルト・ディズニー・スタジオ                 | 2016年 |                   | 68.3              | ピクサー作品                       |
| ポケモン・ザ・ムービーXY&Z ボルケニオンと機巧のマギアナ                                                                                           | 東宝                                           | 2016年 |                   | 21.5              | ポケットモンスターシリーズ         |
| ONE PIECE FILM GOLD | 東映                                           | 2016年 |                   | 52.0              | ONE PIECEシリーズ                  |
| ペット | 東宝東和                                       | 2016年 |                   | 42.4              | イルミネーション作品               |
| 君の名は。 | 東宝                                           | 2016年 |                   | 251.7             | コミックス・ウェーブ・フィルム作品 |
| 映画 聲の形 | 松竹                                           | 2016年 |                   | 23.0              |                                    |
| この世界の片隅に | 東京テアトル                                   | 2016年 |                   | 27.0              |                                    |
| 映画 妖怪ウォッチ 空飛ぶクジラとダブル世界の大冒険だニャン!                                                                                       | 東宝                                           | 2016年 |                   | 32.6              | 妖怪ウォッチシリーズ               |
| 劇場版 ソードアート・オンライン -オーディナル・スケール-                                                                                          | アニプレックス                                 | 2017年 |                   | 25.2              |                                    |
| ドラえもん のび太の南極カチコチ大冒険 | 東宝                                           | 2017年 |                   | 44.3              | ドラえもんシリーズ                 |
| モアナと伝説の海 | ウォルト・ディズニー・スタジオ                 | 2017年 |                   | 51.6              | ディズニー作品                     |
| SING/シング | 東宝東和                                       | 2017年 |                   | 51.1              | イルミネーション作品               |
| 名探偵コナン から紅の恋歌 | 東宝                                           | 2017年 |                   | 68.9              | 名探偵コナンシリーズ               |
| メアリと魔女の花 | 東宝                                           | 2017年 |                   | 32.9              |                                    |
| 劇場版ポケットモンスター キミにきめた! | 東宝                                           | 2017年 |                   | 35.5              | ポケットモンスターシリーズ         |
| 怪盗グルーのミニオン大脱走 | 東宝東和                                       | 2017年 |                   | 73.1              | イルミネーション作品               |
| 映画 妖怪ウォッチ シャドウサイド 鬼王の復活 | 東宝                                           | 2017年 |                   | 20.4              | 妖怪ウォッチシリーズ               |
| ドラえもん のび太の宝島 | 東宝                                           | 2018年 |                   | 53.7              | ドラえもんシリーズ                 |
| リメンバー・ミー | ウォルト・ディズニー・スタジオ                 | 2018年 |                   | 50.0              | ピクサー作品                       |
| ボス・ベイビー | 東宝東和                                       | 2018年 |                   | 34.4              | ドリームワークス作品               |
| 名探偵コナン ゼロの執行人 | 東宝                                           | 2018年 |                   | 91.8              | 名探偵コナンシリーズ               |
| 劇場版ポケットモンスター みんなの物語 | 東宝                                           | 2018年 |                   | 30.9              | ポケットモンスターシリーズ         |
| 未来のミライ | 東宝                                           | 2018年 |                   | 28.8              | スタジオ地図作品                   |
| インクレディブル・ファミリー | ウォルト・ディズニー・スタジオ                 | 2018年 |                   | 49.0              | ピクサー作品                       |
| ドラゴンボール超 ブロリー | 東映                                           | 2018年 |                   | 40.0              | ドラゴンボールシリーズ             |
| シュガー・ラッシュ:オンライン | ウォルト・ディズニー・スタジオ                 | 2018年 |                   | 38.6              | ディズニー作品                     |
| ドラえもん のび太の月面探査記 | 東宝                                           | 2019年 |                   | 50.2              | ドラえもんシリーズ                 |
| 名探偵コナン 紺青の拳 | 東宝                                           | 2019年 |                   | 93.7              | 名探偵コナンシリーズ               |
| クレヨンしんちゃん 新婚旅行ハリケーン 〜失われたひろし〜                                                                                          | 東宝                                           | 2019年 |                   | 20.8              | クレヨンしんちゃんシリーズ         |
| ミュウツーの逆襲 EVOLUTION | 東宝                                           | 2019年 |                   | 29.8              | ポケットモンスターシリーズ         |
| トイ・ストーリー4 | ウォルト・ディズニー・スタジオ                 | 2019年 |                   | 100.9             | ピクサー作品                       |
| ペット2 | 東宝東和                                       | 2019年 |                   | 21.6              | イルミネーション作品               |
| ONE PIECE STAMPEDE | 東映                                           | 2019年 |                   | 55.5              | ONE PIECEシリーズ                  |
| 天気の子 | 東宝                                           | 2019年 |                   | 142.3             | コミックス・ウェーブ・フィルム作品 |
| アナと雪の女王2 | ウォルト・ディズニー・スタジオ                 | 2019年 |                   | 133.7             | ディズニー作品                     |
| ドラえもん のび太の新恐竜 | 東宝                                           | 2020年 |                   | 33.5              | ドラえもんシリーズ                 |
| 劇場版 Fate/stay night [Heaven's Feel] III. spring song                                                                                           | アニプレックス                                 | 2020年 |                   | 20.2              |                                    |
| 劇場版 ヴァイオレット・エヴァーガーデン | 松竹                                           | 2020年 |                   | 21.3              |                                    |
| 劇場版 鬼滅の刃 無限列車編 | 東宝・アニプレックス                           | 2020年 |                   | 404.3             | 鬼滅の刃シリーズ                   |
| STAND BY ME ドラえもん 2 | 東宝                                           | 2020年 |                   | 27.8              | ドラえもんシリーズ                 |
| 劇場版ポケットモンスター ココ | 東宝                                           | 2020年 |                   | 20.2              | ポケットモンスターシリーズ         |
| 映画 えんとつ町のプペル | 東宝・吉本興業                                 | 2020年 |                   | 27.0              |                                    |
| シン・エヴァンゲリオン劇場版 | 東宝・東映・カラー                             | 2021年 |                   | 102.8             | ヱヴァンゲリヲンシリーズ           |
| 名探偵コナン 緋色の弾丸 | 東宝                                           | 2021年 |                   | 76.5              | 名探偵コナンシリーズ               |
| 機動戦士ガンダム 閃光のハサウェイ | 松竹                                           | 2021年 |                   | 22.3              |                                    |
| 竜とそばかすの姫 | 東宝                                           | 2021年 |                   | 66.0              | スタジオ地図作品                   |
| 僕のヒーローアカデミア THE MOVIE ワールド ヒーローズ ミッション                                                                                   | 東宝                                           | 2021年 |                   | 34.3              |                                    |
| 劇場版 呪術廻戦 0 | 東宝                                           | 2021年 |                   | 138.0             |                                    |
| 映画ドラえもん のび太の宇宙小戦争 2021 | 東宝                                           | 2022年 |                   | 26.9              | ドラえもんシリーズ                 |
| SING/シング: ネクストステージ | 東宝東和                                       | 2022年 |                   | 33.1              | イルミネーション作品               |
| 名探偵コナン ハロウィンの花嫁 | 東宝                                           | 2022年 |                   | 97.8              | 名探偵コナンシリーズ               |
| クレヨンしんちゃん もののけニンジャ珍風伝 | 東宝                                           | 2022年 |                   | 20.4              | クレヨンしんちゃんシリーズ         |
| 映画 五等分の花嫁 | ポニーキャニオン                               | 2022年 |                   | 22.4              |                                    |
| ドラゴンボール超 スーパーヒーロー | 東映                                           | 2022年 |                   | 25.1              | ドラゴンボールシリーズ             |
| ミニオンズ フィーバー | 東宝東和                                       | 2022年 |                   | 44.4              | イルミネーション作品               |
| ONE PIECE FILM RED | 東映                                           | 2022年 |                   | 203.3             | ONE PIECEシリーズ                  |
| 劇場版 うたの☆プリンスさまっ♪ マジLOVEスターリッシュツアーズ                                                                                      | 松竹                                           | 2022年 |                   | 24.3              |                                    |
| すずめの戸締まり | 東宝                                           | 2022年 |                   | 149.4             | コミックス・ウェーブ・フィルム作品 |
| THE FIRST SLAM DUNK | 東映                                           | 2022年 |                   | 158.7             |                                    |
| 「鬼滅の刃」上弦集結、そして刀鍛冶の里へ | 東宝・アニプレックス                           | 2023年 |                   | 41.6              | 鬼滅の刃シリーズ                   |
| 映画ドラえもん のび太と空の理想郷 | 東宝                                           | 2023年 |                   | 43.4              | ドラえもんシリーズ                 |
| 名探偵コナン 黒鉄の魚影 | 東宝                                           | 2022年 |                   | 138.8             | 名探偵コナンシリーズ               |
| ザ・スーパーマリオブラザーズ・ムービー | 東宝東和                                       | 2023年 |                   | 140.2             | イルミネーション作品               |
| マイ・エレメント | ウォルト・ディズニー・スタジオ                 | 2023年 |                   | 27.0              | ピクサー作品                       |
| しん次元! クレヨンしんちゃん THE MOVIE 超能力大決戦 〜とべとべ手巻き寿司〜                                                                        | 東宝                                           | 2023年 |                   | 24.7              | クレヨンしんちゃんシリーズ         |

### 輸出
日本のアニメーション映画はアジアやヨーロッパでは次々にヒットを飛ばしているが、アメリカ合衆国ではそれほどヒットせず、日本の劇場用アニメ映画が興行的に成功した例は少ない。日本映画の全米興行で空前のヒット作といわれた『劇場版ポケットモンスター ミュウツーの逆襲』でもアメリカでの興行収入は8574万ドルであり、アメリカにおいて大ヒットの基準とされる興行収入1億ドルには及ばず、公開当時日本国内で最高の成績を記録した『千と千尋の神隠し』でも、アメリカでの興行収入は1006万ドルであった。またアメリカでの日本アニメ映画は公開される数がまだまだ圧倒的に少ない上、1作あたりの公開される劇場数も、『ポケットモンスター』『遊☆戯☆王』などの例外を除き、一般的に少ない。一方で日本映画の全米展開として見た場合、アニメは実写や特撮と比較して規模が大きく、期待されるコンテンツ需要と評される。

## その他
- アニメーション映画は作画に力が入れられることが多く、テレビアニメから映画化された作品では見違えるような作画になることもある。
- 一般への宣伝として有名芸能人が声優に起用されることが多い（声優#声優による他分野での活動も参照）。